# Dagomar Carneiro
Dagomar Antônio Carneiro (Calmon, 17 de fevereiro de 1958) é um odontólogo e político brasileiro.
Foi deputado à Assembleia Legislativa de Santa Catarina na 16ª legislatura (2007 — 2011).